# Breithorn
El Breithorn es una montaña en los Alpes peninos, ubicada cerca del Cervino. Forma parte de la cadena montañosa del Monte Rosa en los Alpes peninos. Se encuentra en la frontera entre Italia y Suiza y separa el Mattertal (Suiza) del val d'Ayas (Valle de Aosta). El nombre significa "pico ancho".
Según la clasificación SOIUSA, el Breithorn pertenece al grupo Cadena Breithorn-Lyskamm, que tiene el código I/B-9.III-A.1. Forma parte del gran sector de los Alpes del noroeste, sección de los Alpes peninos, subsección Alpes del Monte Rosa, supergrupo Grupo del Monte Rosa.
Cuando la UIAA elaboró la lista oficial de los cuatromiles de los Alpes, consideró que el Breithorn de Zermatt está alargado sobre las cinco cumbres. Las cuatro cumbres: Occidental, Central, Oriental, Punta 4106 satisfacen todas el criterio topográfico; de hecho el desnivel es de 80 m, 80 m, 90 m, 50 m, respectivamente. Además están notablemente distanciadas entre sí. Por lo tanto, se inscribieron las cuatro dentro de la lista como cimas independientes.

## Cimas
Está compuesto por cinco cimas unidas entre sí mediante una sutil arista. Partiendo desde el oeste y yendo hacia el este se encuentran:
- Breithorn Occidental (4.165 m)[1]
- Breithorn Central (4.160 m)
- Breithorn Oriental (4.141 m)
- Breithornzwillinge (4.106 m)
- Roccia Nera (en alemán, Schwarzruken) (4.075 m).

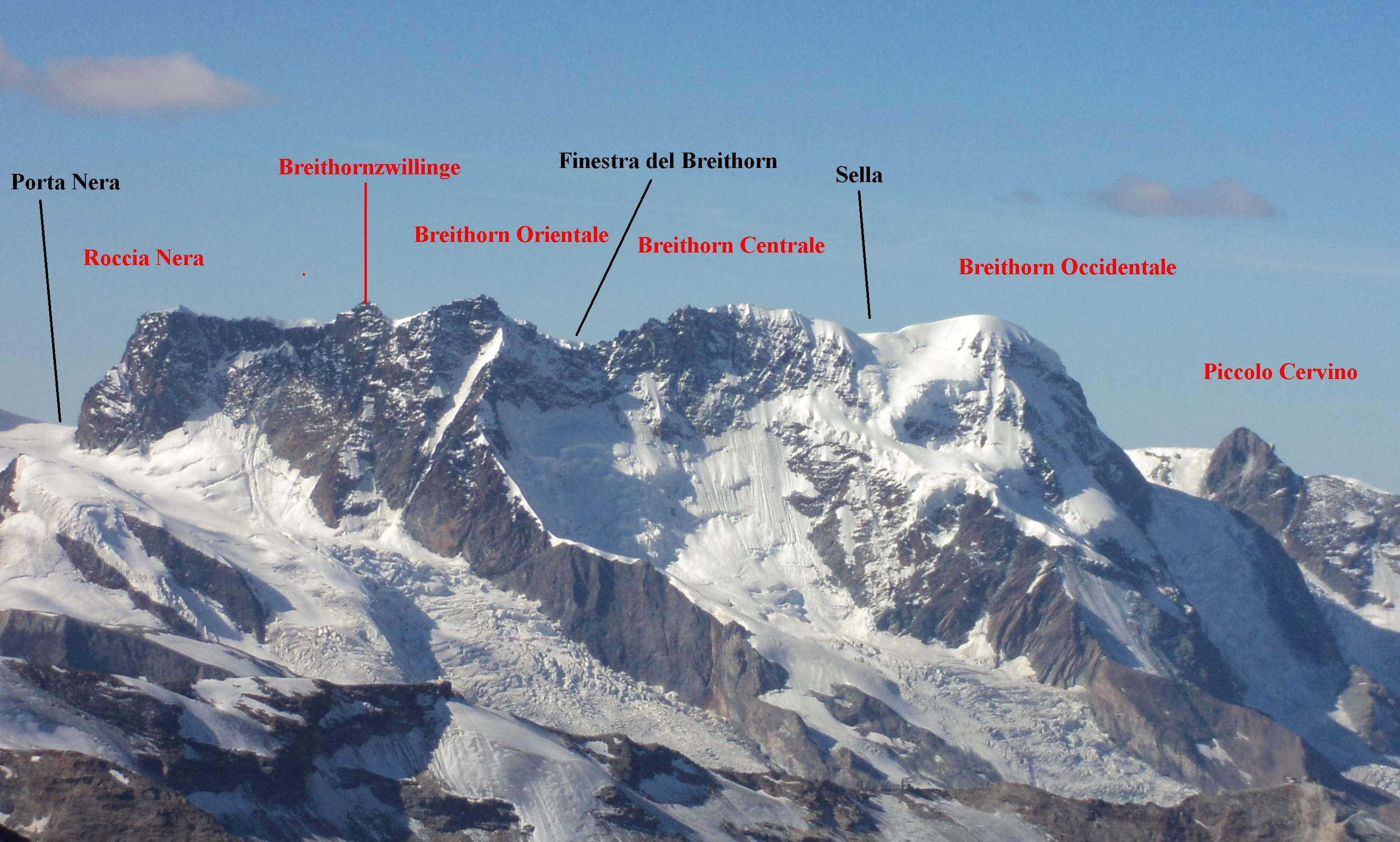
Vertiente norte del Breithorn con indicación de las diversas cimas y collados.

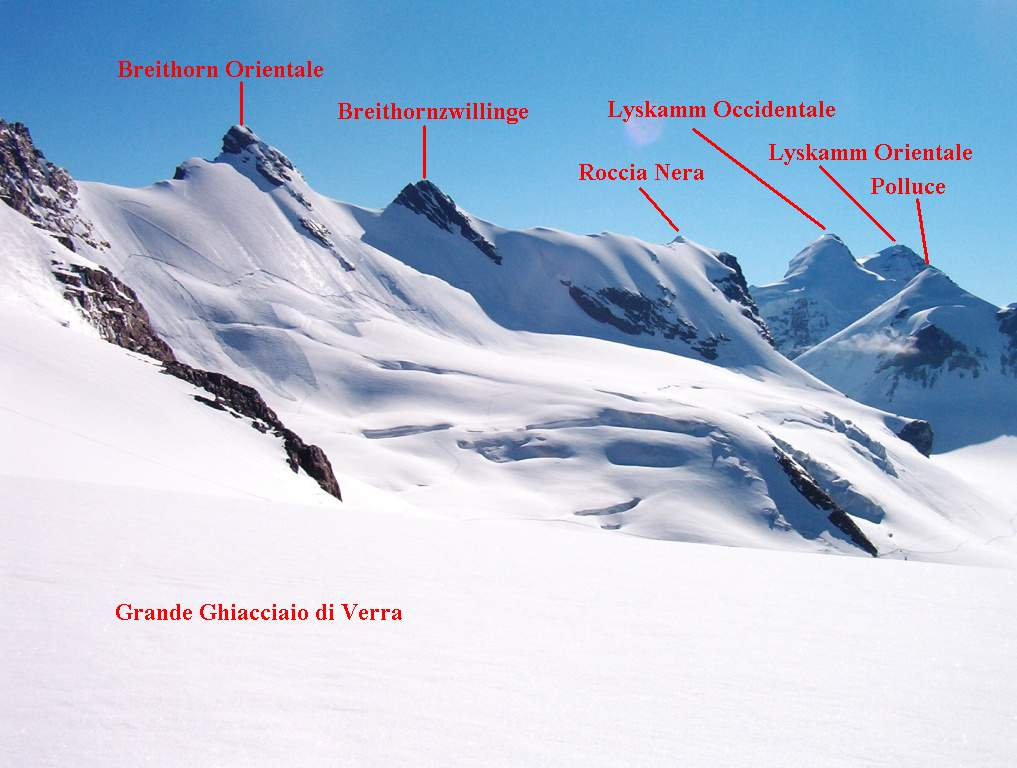
Vertiente sur del Breithorn con indicaciones de algunas cimas.

El Breithorn Occidental está separado del Breithorn Central por la Sella (4.081 m). Entre el Breithorn Central y el oriental se encuentra la Finestra del Breithorn (4.014 m). Después la Roccia Nera la Porta Nera (3.734 m - en alemán Schwarztor) separa el monte Breithorn del Pólux.

## Primera ascensión
El Breithorn fue ascendido por vez primera en 1813 por Henry Maynard, Joseph-Marie Couttet, Jean Gras, Jean-Baptiste Hérin e Jean-Jacques Hérin.

## Ascenso a la cima
Está considerado el más fácil de ascender de los cuatromiles de los Alpes. Esto se debe al teleférico del Pequeño Cervino que lleva a los montañeros hasta más de 3.820 m como punto de partida. La ruta estándar, por el lado sur-sudoeste, sigue por encima de una meseta glaciar antes de subir a la cima en una ladera de nieve de 35º de inclinación. Esto se refiere, en particular, al Breithorn occidental; el resto de las cimas son más difíciles. Sin embargo, los montañeros no experimentados pueden tener severas dificultades si no se tiene cuidado cerca de las cornisas o en caso de mal tiempo. 
Para escaladores experimentados que quieren un desafío mayor, la media travesía de la arista de Breithorn es otra opción. Particularmente larga y difícil es la travesía integral del monte Breithorn. Normalmente se recorre partiendo del Vivac Rossi e Volante. Se sube primero la Roccia Nera, luego se toca el Breithornzwillinge, el Breithorn Oriental, el Central y al final el Occidental.

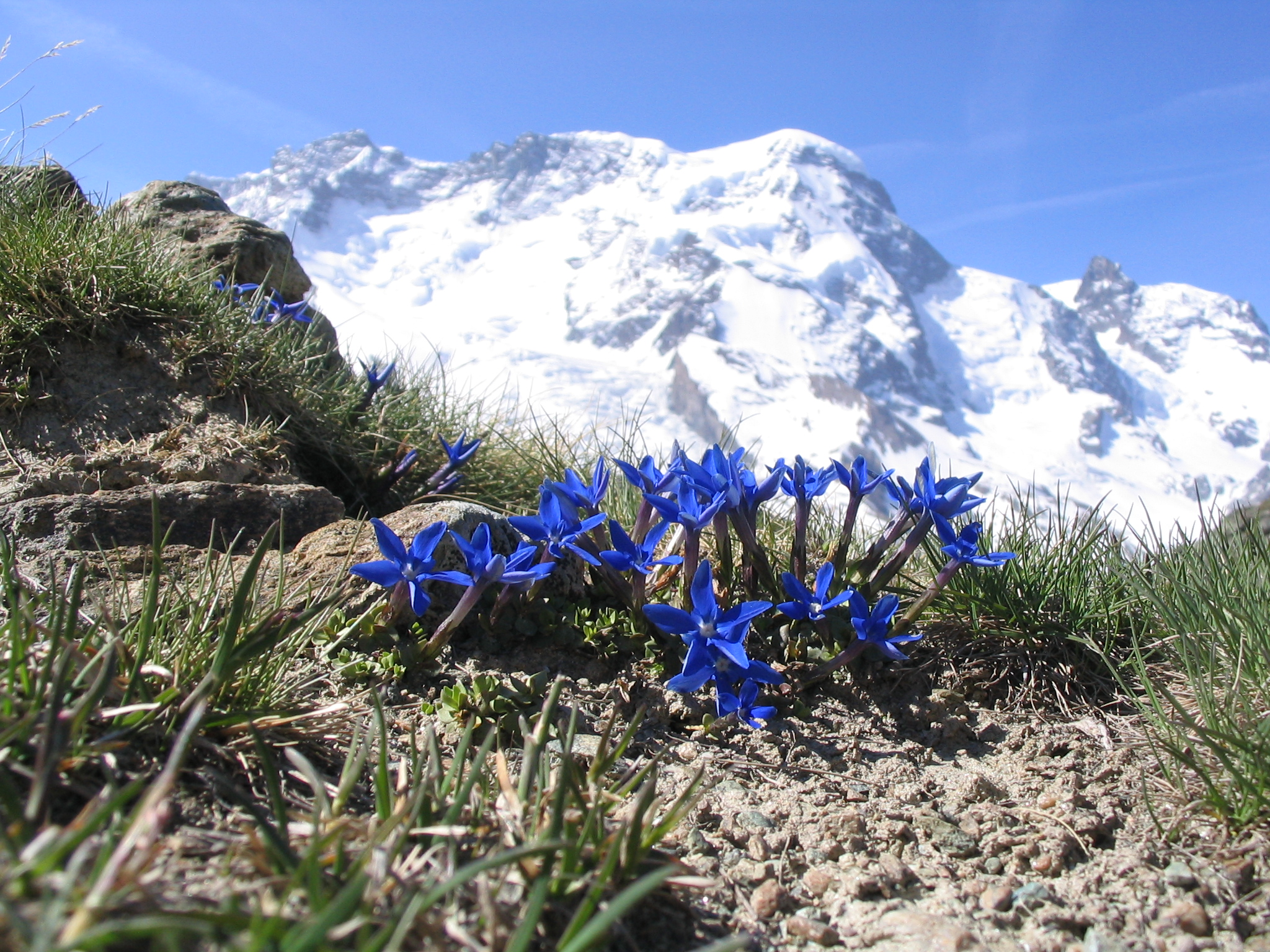
Breithorn con una genciana en el primer plano.